# Alternanthera philoxeroides
Alternanthera philoxeroides és una espècie de planta amb flors de la família de les amarantàcies autòctona a les regions temperades d'Amèrica del Sud, que inclouen Argentina, Brasil, Paraguai i l'Uruguai. Només Argentina alberga al voltant de 27 espècies que es troben dins del rang del gènere Alternanthera. La seva àrea geogràfica va ser utilitzada una sola vegada per cobrir només la regió del riu Paraná d'Amèrica del Sud, però s'ha ampliat per cobrir més de 30 països, com ara Estats Units, Nova Zelanda, Xina i molts més. Es creu que aquesta espècie invasora s'ha introduït accidentalment a aquestes regions no autòctones a través de sediments atrapats / tancats a tancs i càrrega de vaixells que viatgen des d'Amèrica del Sud a aquestes diverses àrees. Ha estat inclosa al Catàleg espanyol d'espècies exòtiques invasores.
Arreu del territori espanyol està catalogada com a espècie exòtica invasora. Entre altres, això implica que està prohibit comercialitzar-la i introduir-la al medi natural, tampoc es poden reintroduir exemplars que hagin estat extrets de la natura.